# Villa Skogshyddan
Villa Skogshyddan är en historisk villa i Grankulla i det finländska landskapet Nyland. Villan uppfördes år 1907 efter arkitekten Harald Smedbergs och byggmästaren Vilho Lekmans ritningar. Villa Skogshyddan har kulturhistoriskt värde och byggnaden är skyddad i stadsplanen.

## Historia och arkitektur
I början av 1900-talet köptes Villa Skogshyddans tomt av en svensk investerare, Gustaf Borin. Borin lät bygga en liten stockstuga på tomten år 1907. Stugan köptes av Fridolf Fredrik Ekberg år 1913. Samma år lät Ekberg utvidga den lilla stugan och hade den som sommarvilla. Familjen Ekberg, som ägde Ekbergs bageri på Bulevarden i Helsingfors, bodde sommartid i Grankulla. Villa Skogshyddans tomt sträckte sig ner ända till Gallträsks strand och där hade familjen badhus, brygga, båthus och båt. Det fanns också en tennisplan och en bastu på tomten.
År 1987 köpte Grankulla stad fastigheten. Villan kommer sedan att används som daghem fram till år 2013. Staden sålde därefter villan till familjen Lindqvist år 2016.
Villa Skogshyddans stil är nationalromantisk. Huvudingången till villan har troligen byggts om på 1920-talet. Då fick villan också taket i nationalromantisk stil och joniska pilasterkapitäl. På södra sidan av villan byggdes en glasveranda med utsikt mot träsket. Ursprungligen fanns det en stor fruktträdgård omkring villan. Trädgården ritades av arkitekten Paul Olsson och förutom fruktträd och bärbuskar fanns det också tre brunnar i trädgården. Idag finns det endast ett gammalt äppelträd kvar av trädgården.
År 2018 restaurerades Villa Skogshyddan helt och hållet, enligt ritningar från arkitektbyrån Saatsi Arkkitehdit Oy.